# Classe Meteoro
Le navi della classe Meteoro sono una serie di pattugliatori in servizio presso la marina militare spagnola. Queste unità svolgono funzioni di supporto operativo alle unità principali della flotta, e missioni di intensità media o bassa di soccorso e di tipo ambientale, di contrasto alla pirateria e alle attività illecite, e di supporto alle forze speciali durante le azioni in alto mare. 

## Storia

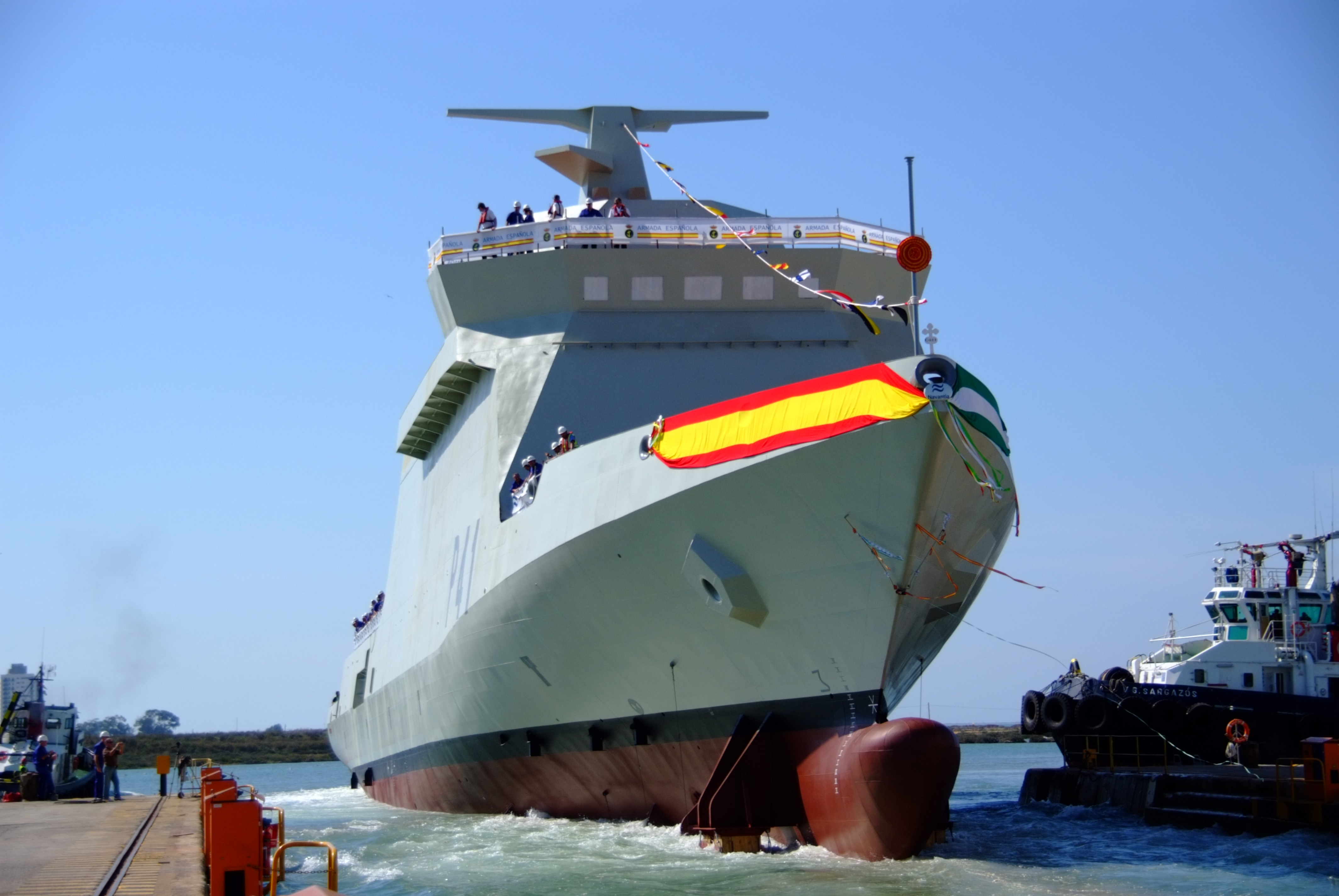
Varo del pattugliatore d'altura P-41 Meteoro avvenuto il 16 ottobre 2009.

Nel 2004 fu emesso il Documento de Necesitad Operativa che stabiliva, tra le altre cose, i requisiti per il naviglio destinato ad operare come pattugliatore marittimo, designato BAM-PO (Buque de Acción Marítima-Patrullero Oceanico), di cui era prevista l’acquisizione di 10 esemplari suddivisi in più lotti costruttivi.
La costruzione della prima quattro unità fu approvata nel 2005, e l’anno successivo fu firmato il contratto con il costruttore Navantia. La prima unità, denominata Meteoro (pennant number P-40), fu impostata nel corso del 2007 presso il Cantiere navale San Fernando di Cadice e varata il 16 ottobre 2009.

## Caratteristiche tecniche

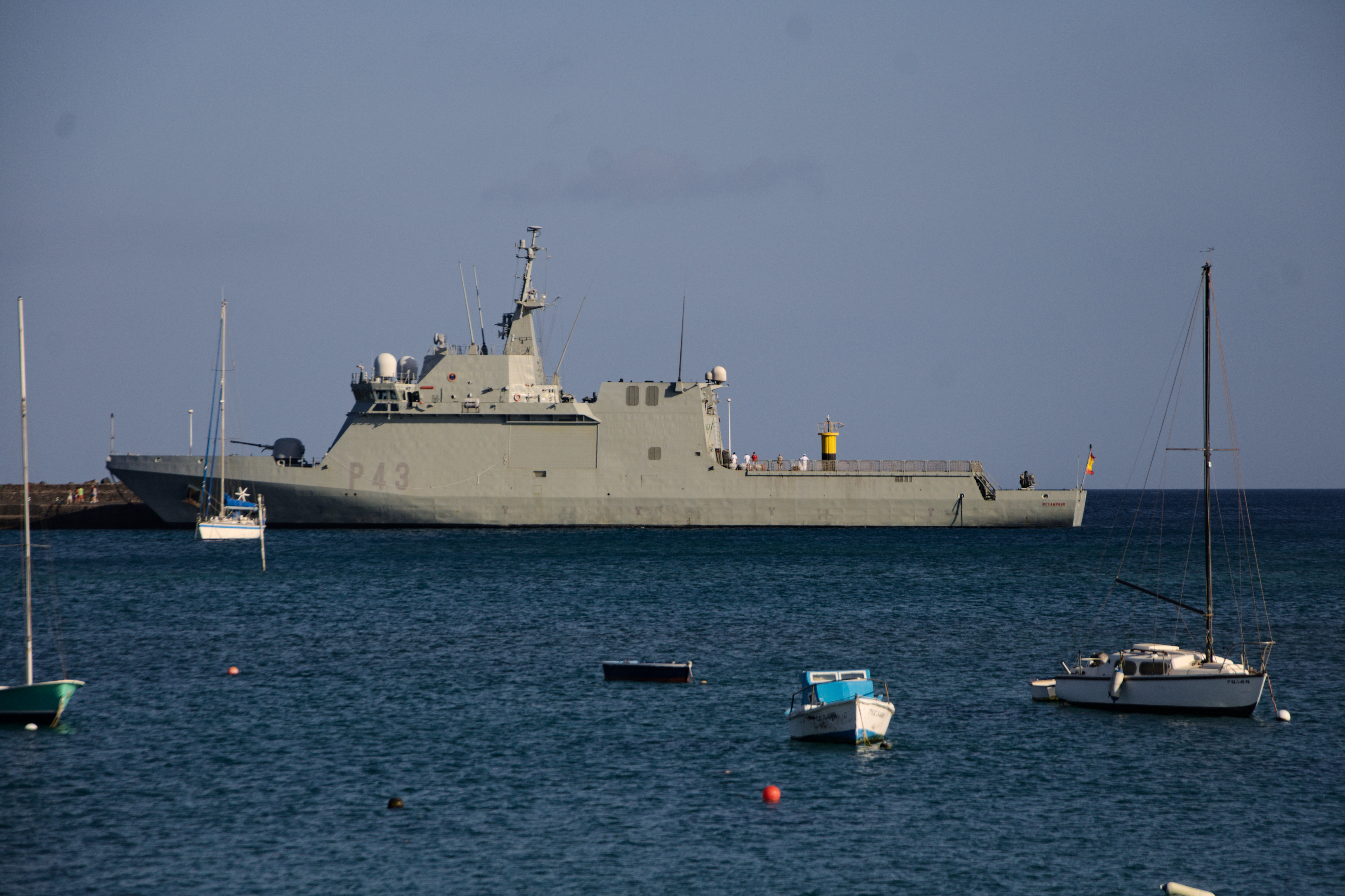
Il pattugliatore d'altura P-43 Relàmpago fotografato ad Arrecife nel 2017.

Si tratta di unità con un dislocamento a pieno carico di 2.670 tonnellate, lunghe 93,4 m, larghe 14,2 m, e caratterizzate da una prua senza cavallino. L'apparato propulsivo e di tipo CODOE (Combined Diesel Or Electric) installato in due distinte sale macchine. Ciascuno dei due gruppi propulsivi, costituito da un motore diesel MTU 16V1163 e uno elettrico MWM GmbH da 750 hp, azionanti un asse collegato ad una elica pentapala a passo variabile. La potenza massima installata e di 4.500 kW ciascuno per i motori diesel, e 750 kW per quelli elettrici.  La velocità massima raggiungibile è pari a 20,5 nodi, quella continuativa di 19, di crociera 15, mentre quella silenziosa con i soli motori elettrici è superiore ai 10 nodi. L'energia elettrica della nave è prodotta da 4 generatori diesel MTU 12V2000G25, ed inoltre è presente un generatore d'emergenza MTU S60.
L’armamento installato è costituito da un singolo cannone Oto Melara Super Rapido cal.76/62 mm, costruito su licenza in Spagna dalla Fábrica de Artilleria de Bazán (FABA), due impianti singoli BAE-Systems Mk 38 mod.2A per cannoni a tiro rapido M 242 Bushmaster cal.25/137, ognuno associato a un sistema di puntamento elettro ottico Rafael Toplite, 2 mitragliatrici Browning M2 cal.12,7 mm, 2 mitragliatrici FN-Minini cal.5,56 mm, e 2 lanciatori per chaff/flares MK.36 SRBOC a sei canne integrati nel sistema di guerra elettronica EW Rigel. Il ponte di volo, posto nell’estrema parte poppiera, misura 24,7x13,5 m, e consente l’imbarco di un elicottero antisommergibile NHIndustries NH-90 e di due UAV (Unmanned Aerial Vehicle) di vario tipo. L’elicottero viene ricoverato in un hangar coperto. Sul ponte di volo possono essere installati 3 moduli di missione  da 5,5 tonnellate ciascuno, mentre all'estrema poppa si possono posizionare due container da 16 tonnellate per il trasporto di materiali di vario genere. In due recessi mascherati, posti a centro nave su entrambi i lati, sono ricoverati due RHIB Zodiac Hurricane da 7 m, che vengono utilizzati per l'appoggio ad attività di controllo, soccorso o di ispezione in mare.
La dotazione elettronica comprende un sistema di combattimento Navantia SCOMBA, un sistema di navigazione integrato Navantia DIANA,  un sistema integrato di controllo della piattaforma Indra Sistemas SCIP, un sistema di controllo degli armamenti FABA Sistemas DORNA, un radar di scoperta di superficie Indra Sistemas/Sperry VisionMaster, un radar di navigazione/controllo dell'elicottero Indra Sistemas ARIES II, un sistema di contromisure elettroniche (ESM-ECM) Indra Mk.9500 Regulus, sistema integrato di controllo della piattaforma Faba SICP, sistemi di comunicazione satellitare di SATCOM e INMARSAT, un sistema integrato di controllo delle comunicazioni ICCS-5 con Data Link 11 e Data Link 22.

## Impiego operativo
Le prime quattro unità sono state destinate ad operare dalla base navale di Las Palmas, situata sull'isola di Gran Canaria.

## Unità
| N°   | Nome      | Varo             | Ingresso in servizio | Disarmo | Note |
| ---- | --------- | ---------------- | -------------------- | ------- | ---- |
| P 41 | Meteoro   | 4 ottobre 2007   | 16 ottobre 2009      |         |      |
| P 42 | Rayo      | 3 settembre 2009 | 18 maggio 2010       |         |      |
| P 43 | Relàmpago | 17 dicembre 2009 | 6 ottobre 2010       |         |      |
| P 44 | Tornado   | 5 maggio 2010    | 21 marzo 2011        |         |      |
| P 45 | Audaz     | 29 aprile 2016   | 30 marzo 2017        |         |      |
| P 46 | Furor     | 29 aprile 2016   | 21 gennaio 2019      |         |      |
| P 47 |           |                  |                      |         |      |
| P 48 |           |                  |                      |         |      |
| A-21 | Poseidón  | 2024             | 2025                 |         |      |

### Annotazioni
1. ↑  La sigla significa DIstribución Avanzada de datos de NAvegacion.
2. ↑  I dati dell'armamento e dell'elettronica sono riferiti all'entrata in servizio.
3. ↑  Prodotti su licenza in Spagna dalla Navantia.
4. ↑  Tali moduli di soccorso contengono apparecchiature specifiche di soccorso, o di altro genere.
5. ↑  La sigla significa Sistema de COMbate de los Buques de la Armada.

### Fonti
1. ↑  Gambelli 2012, p. 46.
2. 1 2 3 4  Gambelli 2012, p. 47.
3. 1 2 3 4 5 6 7 8  Gambelli 2012, p. 48.
4. 1 2 3 4 5 6 7  Gambelli 2012, p. 49.
5. ↑   FABA suma carga de trabajo por valor de 500 millones de euros, su Andalucía Información, 12 novembre 2008. URL consultato il 26 luglio 2017.

### Pubblicazioni
- Jani Gambelli, BAM Meteoro, in Panorama Difesa, n. 310, Settignano, La Società del Progetto, luglio 2012,  pp. 46-51.